# مستعر أعظم 1006
المستعر الأعظم 1006 المعروف اختصارًا باسم م أ 1006 هو مستعر أعظم، شوهد على نطاق واسع منذ عام 1006، ويبعد حوالي 7,200 سنة ضوئية، وهو أكثر الأحداث الفلكية سطوعًا في التاريخ المسجل، وقد وصل قدره الظاهري إلى -7,5.‏ ظهر لأول مرة في كوكبة السبع الفترة بين 30 أبريل و 1 مايو من ذلك العام، وقد وصف هذا «النجم الزائر» الراصدون في الصين ومصر والعراق واليابان وسويسرا، وربما أمريكا الشمالية.

## وصفه قديمًا
قدّم الفلكيون الصينيون المسلمون أكثر الأوصاف التاريخية اكتمالاً حول هذا المستعر الأعظم. فقد كتب الفلكي المصري علي بن رضوان في تعليقه على كتاب "Tetrabiblos" لكلاوديوس بطليموس، أن «"...وكان نيزكًا عظيمًا مستدير الشكل، يكون عظمه قدر الزهرة مرتين ونصف أو ثلاث مرات. وكان نوره يضئ منه الأفق، ويلمع لمعانًا شديدًا ومقدار ضيائه ربع ضياء القمر وأكثر قليلاً."» وكغيره من الفلكيين، أشار علي بن رضوان بأن النجم الجديد منخفضا في الأفق الجنوبي. كما قدّم الرهبان في دير القديس غال بيانات مستقلة عن حجمه وموقعه في السماء، فكتبوا أنه «"... شوهد لمدة ثلاثة أشهر في أقصى الجنوب، وراء كل الأبراج التي ينظر اليها في السماء"». أخذ هذا الوصف كدليل محتمل لكون هذا المستعر الأعظم من النوع Ia. بعض المصادر ذكرت أن سطوع النجم كان شديدًا حتى أنه كان ينتج ظلاً، وظل يرى في ضوء النهار لفترة، ويرى الفلكي المعاصر فرانك وينكلر أن «في ربيع عام 1006، كان بإمكان الناس قراءة المخطوطات ليلاً على ضوئه.»
ووفق كتاب سونغشي, التأريخ الرسمي لأسرة سونغ (56-461), رأي النجم في 1 مايو 1006 إلى الجنوب من كوكبة دي، شرق كوكبة السبع على بعد درجة غرب كوكبة قنطورس. كان حجم الانفجار المرئي يعادل نصف القمر، ولمع بحيث ترى الأشياء على الأرض في الليل.
بحلول ديسمبر، شوهد مرة أخرى في كوكبة دي. المنجم الصيني تشو كه مينغ، الذي كان في طريق عودته إلى كايفنغ من قوانغدونغ، فسر النجم إلى الإمبراطور في 30 مايو أنه نجم ميمون، أصفر اللون ورائع في سطوعه، وسيجلب الازدهار الكبير للدولة أينما يظهر.
هناك على ما يبدو مرحلتين متميزتين في مرحلة انفجار هذا المستعر الأعظم. أولها لثلاثة أشهر كان في شدة سطوعه والخمسين؛ بعد هذه الفترة خفت، ثم عاد لفترة ثمانية عشر شهرًا تقريبًا. فسر معظم المنجمين الحدث بأنه نذير الحرب والمجاعة.
ويعد النقش الذي رسمه الهوهوكام في محمية في ماريكوبا، أريزونا، أول توصيف للمستعرات العظمى في أمريكا الشمالية.
ولم يتم تحديد البقايا المصاحبة لهذا الانفجار حتى عام 1965.

## وصلات خارجية
- Cause of Supernova SN 1006 Revealed (27 Sept 2012 @ Universitat de Barcelona)
- Stories of SN 1006 in Chinese literature (PowerPoint)
- National Optical Observatory Press Release for March 2003 نسخة محفوظة 2 أبريل 2003 على موقع واي باك مشين.
- Space.com Image of the Day 19 December 2005
- Ancient Rock Art Depicts Exploding Star Space.com report, June 6, 2006
- Experts question "supernova" rock art, Sky & Telescope Report, June 7, 2006 نسخة محفوظة 12 مارس 2007 على موقع واي باك مشين.
- Entry for supernova remnant of SN 1006 from the Galactic Supernova Remnant Catalogue
- X-ray image of supernova remnant of SN 1006, as seen with the مرصد شاندرا الفضائي للأشعة السينية
- Ancient rock art may depict exploding star
- Astronomy Picture of the Day (APOD), March 17, 2003
- Astronomy Picture of the Day (APOD), July 4, 2008
- Margaret Donsbach: The Scholar's Supernova